# Meer van jou (BLØF)
Meer van jou is een nummer van de Nederlandse band BLØF uit 2002. Het is de vierde en laatste single van hun vijfde studioalbum Blauwe ruis. Het nummer werd uitgebracht op 11 oktober 2002.
BLØF schreef "Meer van jou" voor de SBS6-politieserie Luifel & Luifel. De band koos ervoor niet de albumversie uit te brengen, maar een live-versie opgenomen tijdens een van de Ahoy-concerten die BLØF eerder in 2002 gaf. Het nummer haalde in Nederland de derde positie in de Tipparade en de 37e positie in de Mega Top 100.